# Westermannia semifusca
Westermannia semifusca is een vlinder uit de familie van de visstaartjes (Nolidae). De wetenschappelijke naam van de soort is voor het eerst geldig gepubliceerd in 1914 door Warren.